# Villy Bergström
Villy Abel Bergström, född 6 augusti 1938 i Avesta, död 22 november 2018 i Uppsala domkyrkodistrikt, var en svensk nationalekonom och politiker (socialdemokrat), vice riksbankschef 1 januari 1999 – 31 december 2005.
Bergström disputerade vid Uppsala universitet 1980, var docent i nationalekonomi och hade en lång karriär som forskare och ekonomisk-politisk debattör, bland annat som chef för Fackföreningsrörelsens institut för ekonomisk forskning (FIEF) 1985–1995. Han hade även en publicistisk bakgrund som redaktör för socialdemokratiska idétidskriften Tiden och som chefredaktör för Dala-Demokraten 1994–1999.
Bergström reste 1971 till Nordkorea på den nordkoreanska regimens bekostnad och författade då tillsammans med sin reskamrat Kurt Wickman boken Bilder från Nordkorea, som sedermera fått kritik för den relativt positiva bild som ges av landet. Wickman tog senare avstånd från boken, medan Bergström i en intervju med Peter Wolodarski i TV8 2005 stod fast vid att ”totalplanering var överlägsen marknadsekonomi” när Nordkorea skulle repa sig efter Koreakriget. Under våren 2010 gavs dagboken ur Bilder från Nordkorea ut på nytt, denna gång tillsammans med en nyskriven del om Nordkoreas ekonomiska historia, författad av Benjamin Katzeff Silberstein.
Bergström var ledamot av Ingenjörsvetenskapsakademien från 1990.